# Den 12. mann
Den 12. mann (en castellano, «El duodécimo hombre», comercializada en inglés como The 12th Man) es una película noruega de drama histórico de 2017 dirigida por Harald Zwart. Thomas Gullestad interpreta al protagonista Jan Baalsrud, quien escapa de los alemanes en Rebbenesøya, a través de Lyngen Fjord y Manndalen, a la neutral Suecia en la primavera de 1943. La película, que se basa en eventos históricos, fue adaptada del libro Jan Baalsrud and Those Who Saved Him (2001), escrito por Tore Haug y Astrid Karlsen Scott. El productor Veslemoey Ruud Zwart aseguró los derechos cinematográficos de este libro en 2004.
A diferencia del libro en el que se basa, la película enfatiza los esfuerzos de aquellos que ayudaron a Baalsrud a escapar, lo que está en línea con las propias declaraciones de Baalsrud sobre el coraje de la población local. La trama también detalla la búsqueda de Baalsrud desde la perspectiva del liderazgo de la Gestapo, que describe el escape como un juego de gato y ratón entre Sturmbannführer Kurt Stage y Baalsrud.
Según documentos alemanes, los nazis creían que el grupo de resistencia había perecido en una explosión. No hay informes que indiquen que los alemanes supieran cazar a Baalsrud, quien afirma que mató a dos soldados alemanes en la lucha.

## Sinopsis
La película cuenta la dramática historia de la fuga de Jan Baalsrud de la Noruega ocupada por nazis durante la Segunda Guerra Mundial.
En Shetland, 12 combatientes de la resistencia noruega abordan un barco de pesca con ocho toneladas de TNT y cruzan el Mar del Norte para la «Operación Martin», un plan para sabotear instalaciones militares alemanas. La misión fracasa poco después de llegar a Noruega, donde su contacto local está muerto desde hace mucho tiempo y su identidad se ve comprometida por un colaboracionista alemán que inmediatamente informa a los nazis sobre su llegada.
Un buque de guerra alemán localiza el barco de pesca y abre fuego. Los luchadores de la resistencia encienden el TNT y saltan al agua cerca del fiordo. Once de los combatientes son detenidos por los alemanes en la playa. Uno recibe un disparo en el acto y 10 son capturados. Dos mueren a causa de la tortura mientras los interrogaban, los otros combatientes cautivos son ejecutados en Tromsøya, luego de que los oficiales alemanes los interrogaran y torturaran sobre su misión.
El 12.º luchador de la resistencia, Jan Baalsrud, logra escapar escondiéndose y nadando a través del fiordo, en temperaturas bajo cero, hasta la isla más cercana. Recibe asistencia de los lugareños que arriesgan sus vidas para ayudar a Baalsrud, que logra escapar de Rebbenesøya a Suecia, neutral durante el conflicto, a través de Lyngenhalvøya y Manndalen.

## Reparto
| - Thomas Gullestad como Jan Baalsrud. - Jonathan Rhys-Meyers como Sturmbannführer Kurt Stage - Marie Blokhus como Gudrun Grønnvoll. - Mads Sjøgård Pettersen como Marius Grønnvoll. - Kim Jøran Olsen como Nils "Nigo" Nilsen. - Julia Bache-Wiig como Hanna Grønnvoll. - Vegar Hoel como Sigurd Eskeland. - Martin Kiefer como Walther Wenders. - Trond Peter Stamsø Munch como Aslak Fossvoll. - Maria Grazia Di Meo como Anna Pedersen. - Eirik Risholm Velle como Per Blindheim. - Håkon Thorstensen Nielsen como Erik Reichelt. | - Torgny Gerhard Aanderaa como Sverre Odd Kverhellen. - Alexander Zwart como Sjur Ludvigsen Trovaag. - Ole Victor Corral como Magnus Johan Kvalvik. - Håkon Smeby como Harald Peter Ratvik. - Axel Barø Aasen como Frithjof Meyer Haugland. - Eric Dirnes como Bjørn Normann Bolstad. - Daniel Frikstad como Gabriel Salvesen. - Kenneth Åkerland Berg como Alfred A. Vik - Sigurd Kornelius Lakseide como Ingvald Pedersen. - Aggie Peterson como Ragnhild Hansen. - Nils Utsi como viejo Sámi. |

## Acogida
En el agregador de reseñas Rotten Tomatoes, la película tiene una calificación de aprobación del 85%, basada en 13 reseñas con una calificación promedio de 7/10. Metacritic le da a la película una puntuación promedio ponderada de 76 de 100, basada en 8 críticas, lo que indica "críticas generalmente favorables".
El periódico de referencia noruego Aftenposten observa que la película enfatiza los ayudantes de Baalsrud y la lucha de la Resistencia de una manera completamente diferente que en la película Nine Lives (1957) de Arne Skouen; Den 12. mann ofrece un matiz a la leyenda de Baalsrud.